# Muzeum pamięci Wiaczesława Lipińskiego
Muzeum pamięci  Wiaczesława Lipińskiego zostało otwarte 22 sierpnia 2011 r. W miejscowości Zaturce w domu rodzinnym Wiaczesława Lipińskiego. Jest to jedyne muzeum na Ukrainie dedykowane pochodzącemu z Wołynia historykowi, politologowi  i mężowi stanu z początku XX wieku.

## Ekspozycja

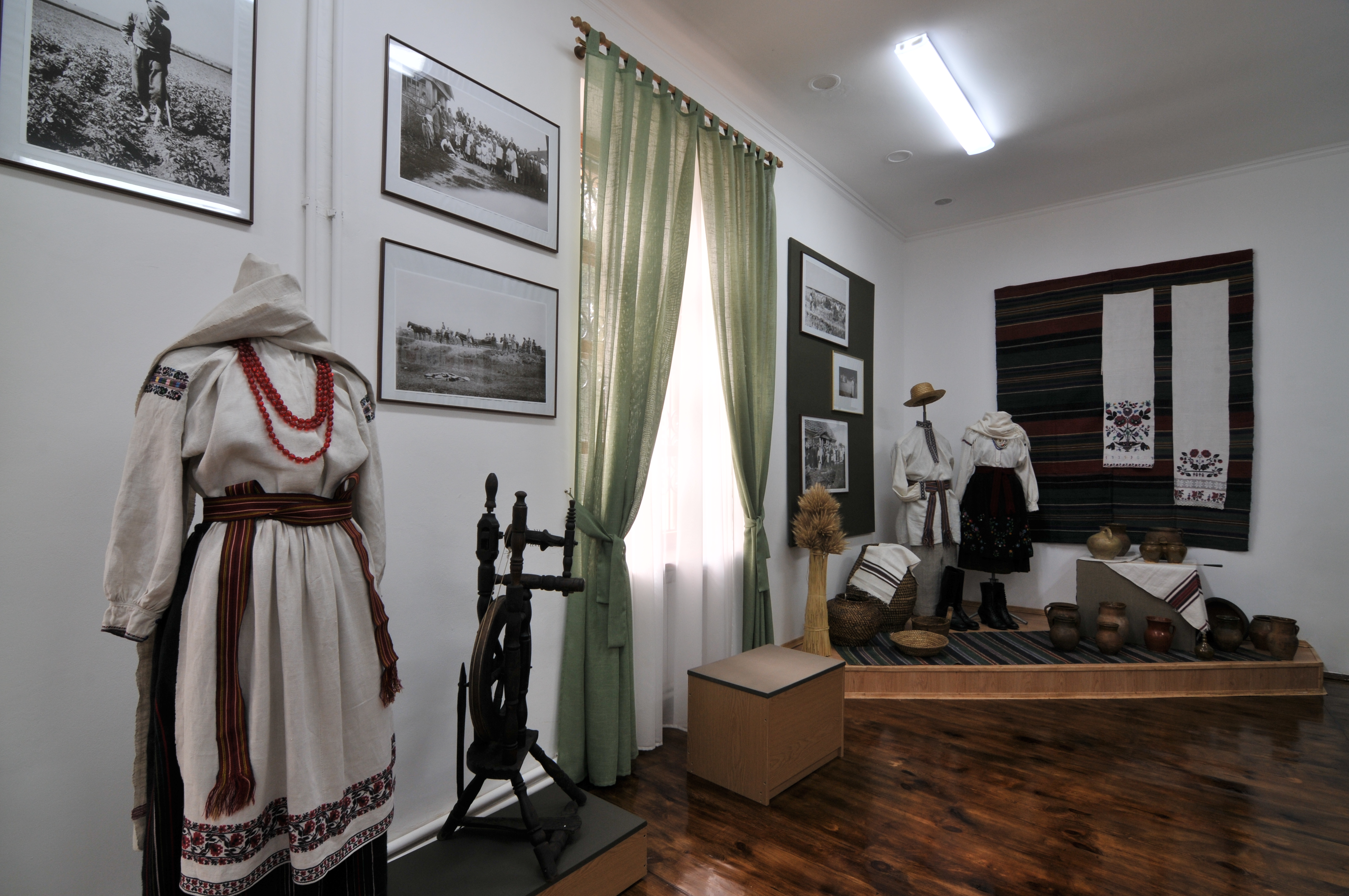
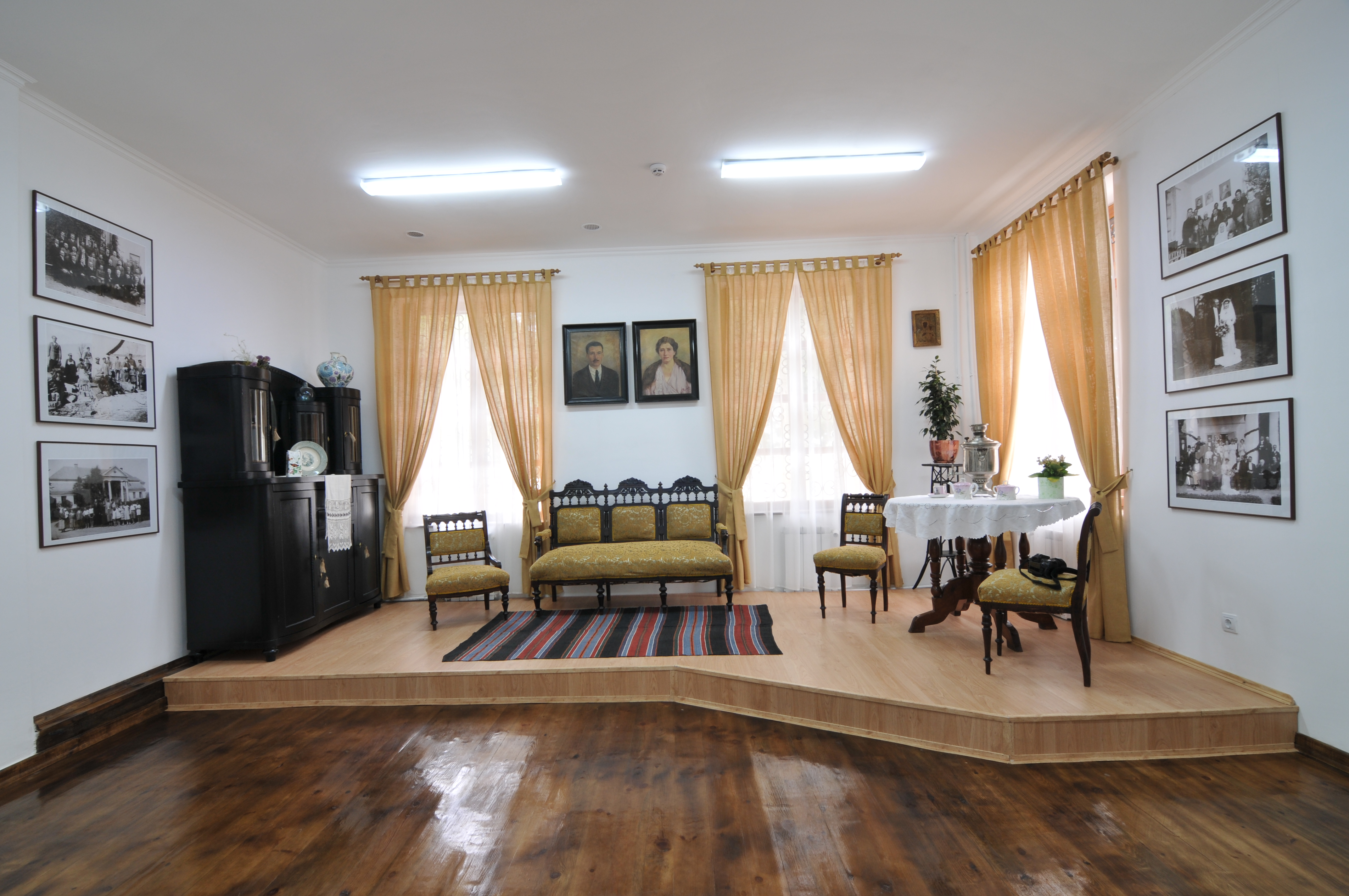
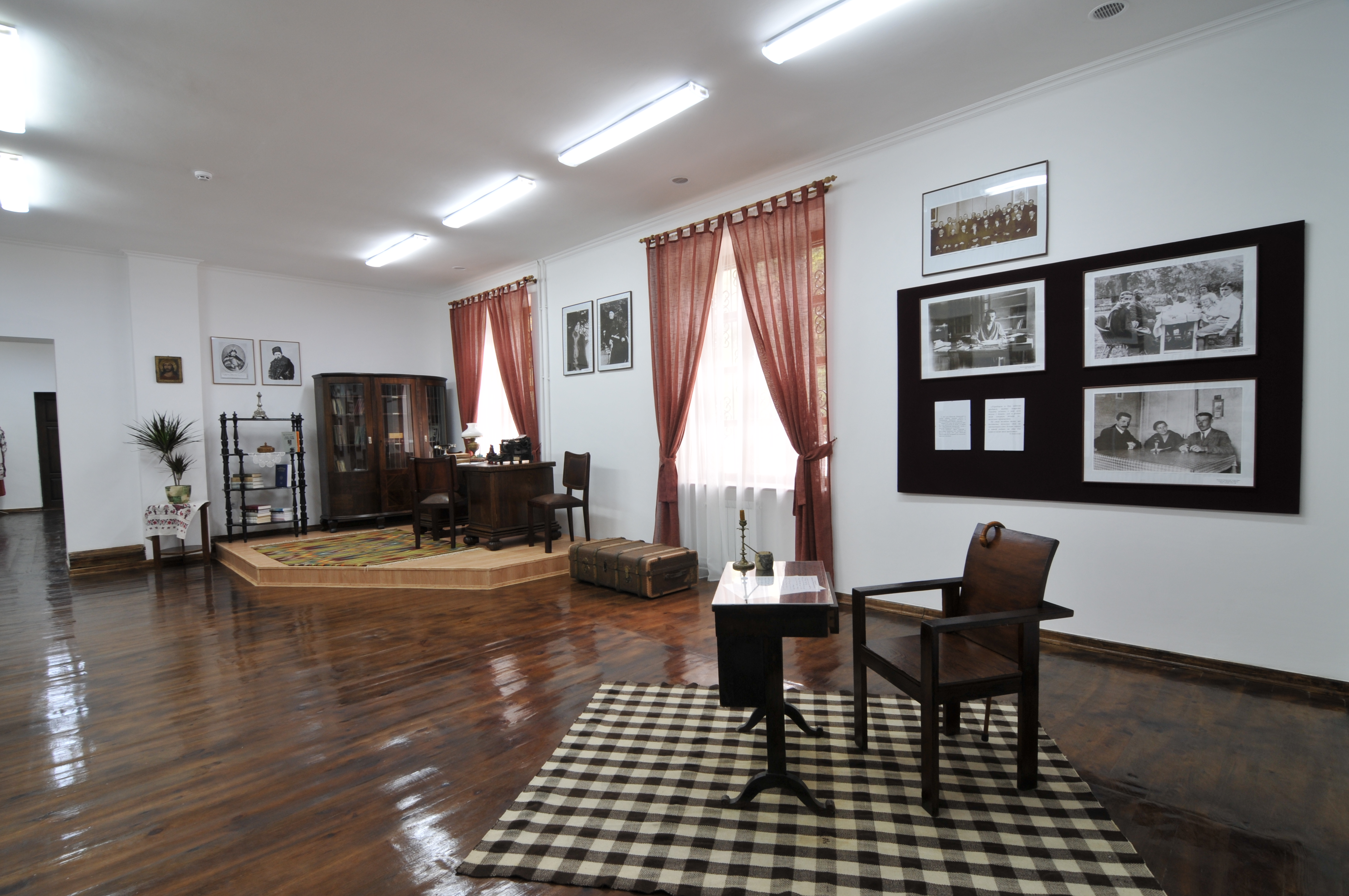
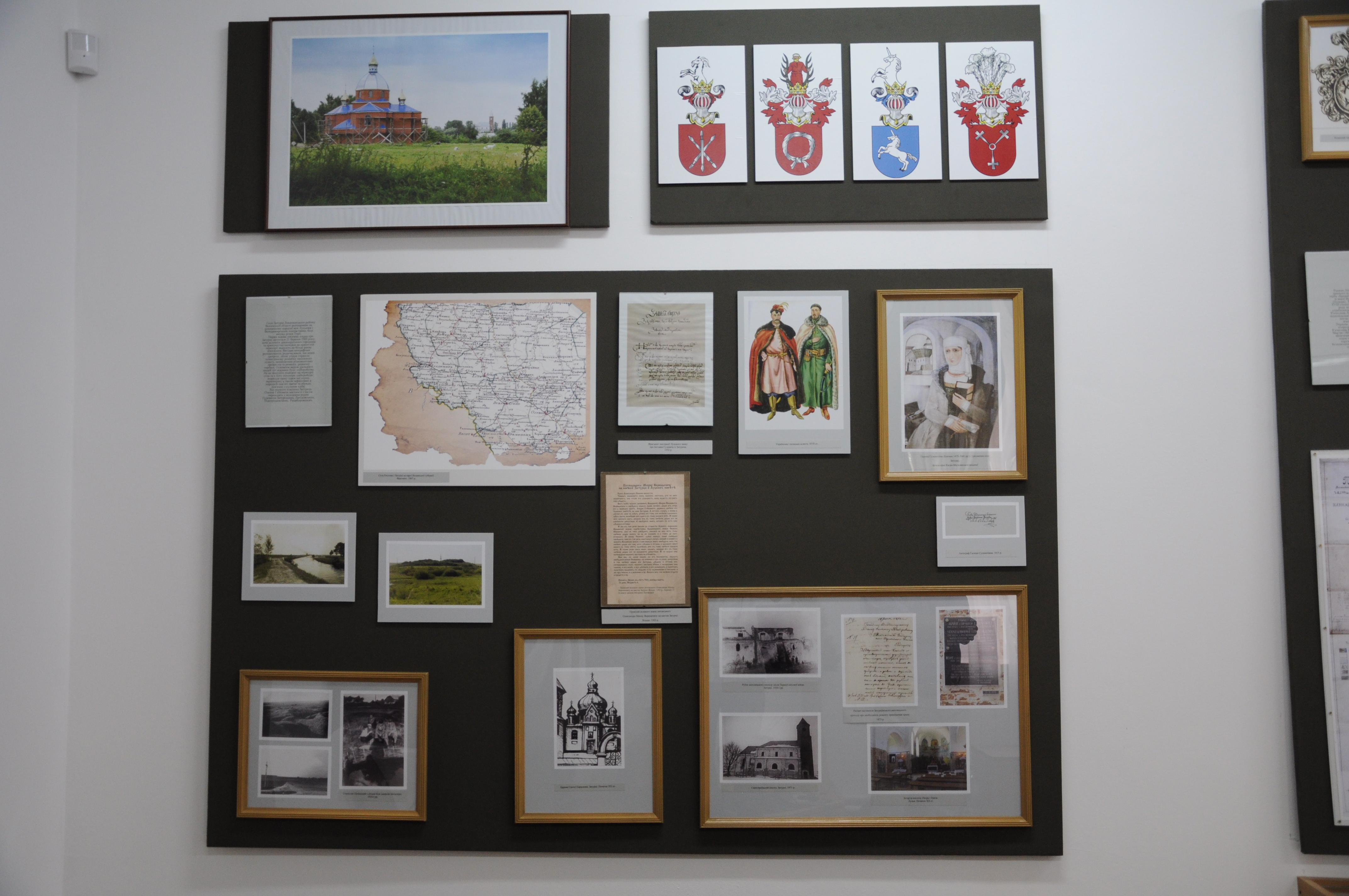
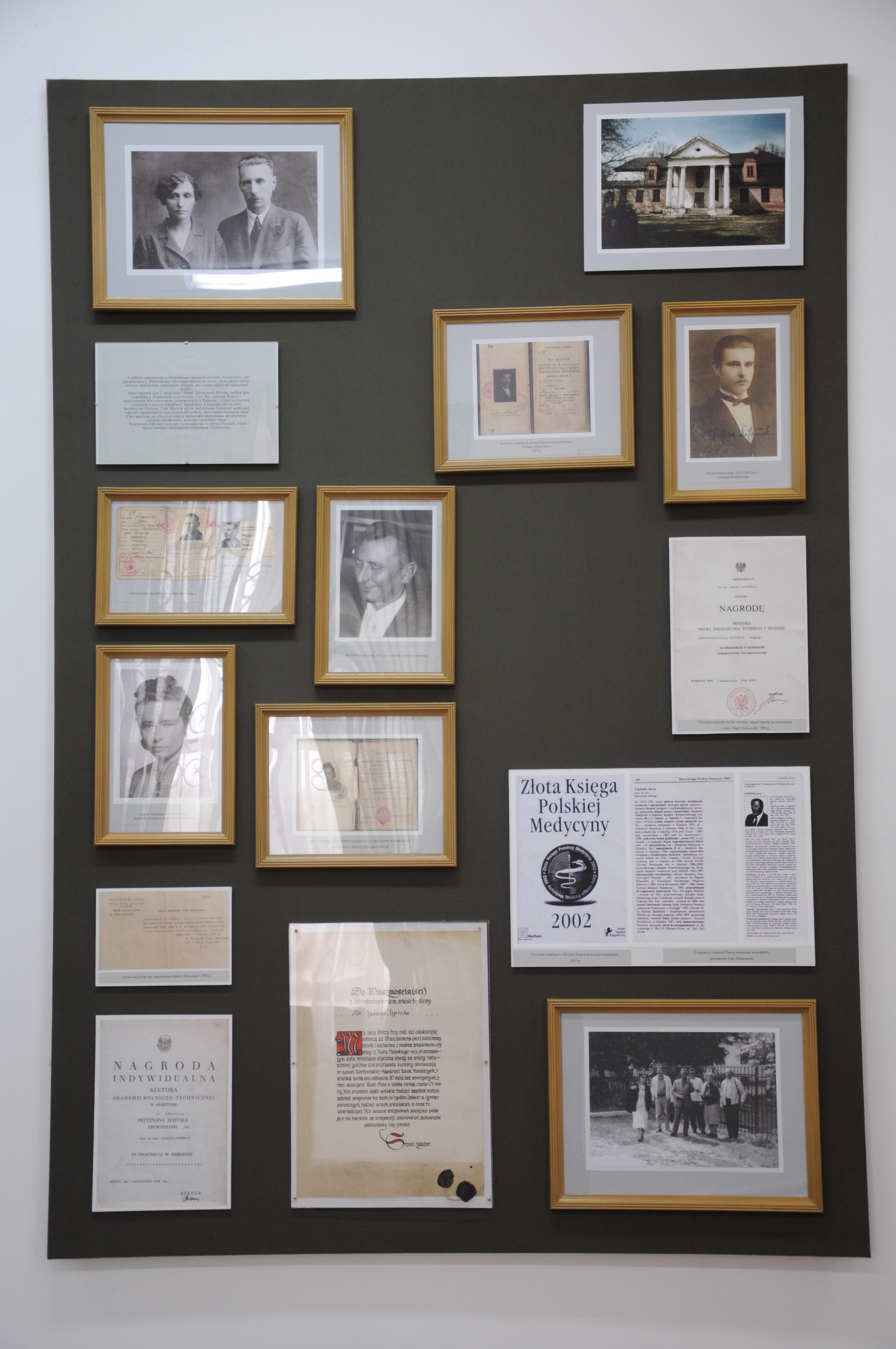

## Publikacje
- Oksana Cymbaluk. W Zaturcach otwarto Muzeum Wiaczesława Lipińskiego. Monitor Wołyński (2011)
- Maja Gołub. W muzeum Lipińskiego. Monitor Wołyński (2014)